# Artediellus dydymovi
Artediellus dydymovi är en fiskart som beskrevs av Soldatov, 1915. Artediellus dydymovi ingår i släktet Artediellus och familjen simpor. Inga underarter finns listade i Catalogue of Life.